# Christophe Morhange
Christophe Albert Morhange, né le 2 octobre 1962 à Paris est un géographe et géomorphologue français.

## Biographie
Certifié d'histoire et de géographie en 1986, puis agrégé en 1987, Christophe Morhange est enseignant d'histoire-géographie à La Réunion en 1989-1990. Puis il intègre un laboratoire en géomorphologie et biologie marine relevant du CNRS (Meudon). En 1994 il soutient une thèse en géographie La Mobilité récente des littoraux provençaux : éléments d'analyse géomorphologiques, sous la direction de Mireille Lippmann-Provansal. 
Maître de conférences, en 1994,  à l'UFR de géographie de l'université de Provence, il est nommé professeur en 2005. Il conduit ses recherches au sein du Centre européen de Recherche et d'Enseignement des Geosciences de l'Environnement (CEREGE, UMR 7330, CNRS, Europole de l'Arbois - Université Aix-Marseille) où il fonde, avec M. Provansal et J. Nahon, l'équipe de géomorphologie et tectonique, qu'il dirige de 1999 à 2001. En 2009 il dirige un programme financé par l'Agence nationale de la recherche sur les littoraux du delta du Nil et de Malte à l’Holocène. Il poursuit ses recherches sur d'autres zones littorales et des ports : mer d’Oman, Pollentia Acre, Myrina...
Actuellement, il enseigne à l'Université d'Aix-Marseille notamment en "Géographie de l'environnement".
Il est membre junior puis membre senior, depuis 2011, de l'Institut universitaire de France. 
Christophe Morhange est rédacteur en chef de la revue Méditerranée, il a publié des articles  dans Annales de géographie, 
ArchéoSciences, revue d'Archéométrie (Archéo-sciences), Cahiers du Centre d’Études Chypriotes, Géologie Méditerranéenne, Géomorphologie : 
Méditerranée, Quaternaire, Topoi...

## Publications
Méditerranée, 250 millions d'années d'évolution Jean-Marie Gassend (Dessinateur), Jean Guilaine (préface) La Nerthe Eds De - mai 2007, 119  p.
Fréjus (Forum Iulii), le port antique, Portsmouth (Rhode Island) : Journal of Roman Archaeology , 2010, 151 p. (co-auteur : Chérine Gébara)
La mobilité des paysages portuaires antiques du Liban, Hors-série de "BAAL" (Bulletin d'archéologie et d'architecture libanaises), Beyrouth : Ministère de la Culture - Direction générale des Antiquités , 2005  n°II. 243 p. (co-auteur : Muntaha Saghieh-Beydoun=)
Les Origines de Marseille : environnement et archéologie, 1995, Université d'Aix-Marseille II. Institut de Géographie,;